# Arteški vodnjak
Arteški vodnjak je objekt, ki zagotavlja zajem in koriščenje vode, ujete oz. stisnjene med dva neprepustna sloja zemljine. Nepropustna geološka sestava zgornjega in spodnjega sloja zemljine omogoča nastanek hidravličnega tlaka v medprostoru, kjer je voda. Če prevrtamo zgornjo neprepustno plast, bo voda zaradi pritiska samodejno "brizgnila" na površje.
Pri arteških vodnjakih je hidravlična moč curka tako velika, da voda sama po sebi priteče na površje, zato za koriščenje niso potrebne črpalke. 
Pojav je najbolj znan v Avstraliji in v Ameriki. Arteški vodnjaki nosijo ime po francoski pokrajini Artois.
V naravi so znani tudi arteški izviri, ki se oblikujejo zaradi stalnega pritiska arteške vode na zgornjo plast vodonosnika, ki se zaradi erozije vode predre, pri tem pa voda pod pritiskom bruhne na površino. 